# 塞缪尔·斯莱特
塞缪尔·斯莱特（Samuel Slater，1768年6月9日—1835年4月21日），美国早期的一名工业家，人们称他作“美国工业革命的奠基者”。

## 早年
塞缪尔·斯莱特生于英格兰德比郡贝尔珀附近，是一位富裕的农民，威廉·斯莱特的儿子。1782年，当地的一所工厂的主人，杰迪戴亚·斯特拉特（Jedediah Strutt）雇用了年轻的塞缪尔，斯特拉特先生曾常与塞缪尔的父亲威廉做生意。作为理查德·阿克赖特（Richard Arkwright）的合伙，斯特拉特先生曾是联合王国新兴纺织技术的一位较有名气的开拓者，在塞缪尔七年的学徒期间，斯特拉特将这些纺织技术传授给了塞缪尔。
当塞缪尔的学徒期限接近尾声时，塞缪尔已年近21，他开始认识到联合王国的纺织业已发展到极端，然而大西洋彼岸、刚刚诞生的美国却酝酿着雄厚的发展机遇。同时，联合王国此时是全世界工业化程度最高的国家，也是它领先于世界众国前的主要因素，英国人对工业技术如同国家机密保守不泄透。美国人为了发展自己的工业，想尽了法子得取联合王国的工业技术，然而合法也好、非法也好尚能得逞。只得面向欧洲的工业家宣布，给予他们特别的优惠待遇，邀请迁居美国，为美国的工业领域提供信息。1789年11月塞缪尔带着他充满于脑海的先进工业技术，不顾联合王国对工业家外迁的禁令，打扮成了个农场雇工，乘上了赴美国纽约的客船

## 在美国的生活

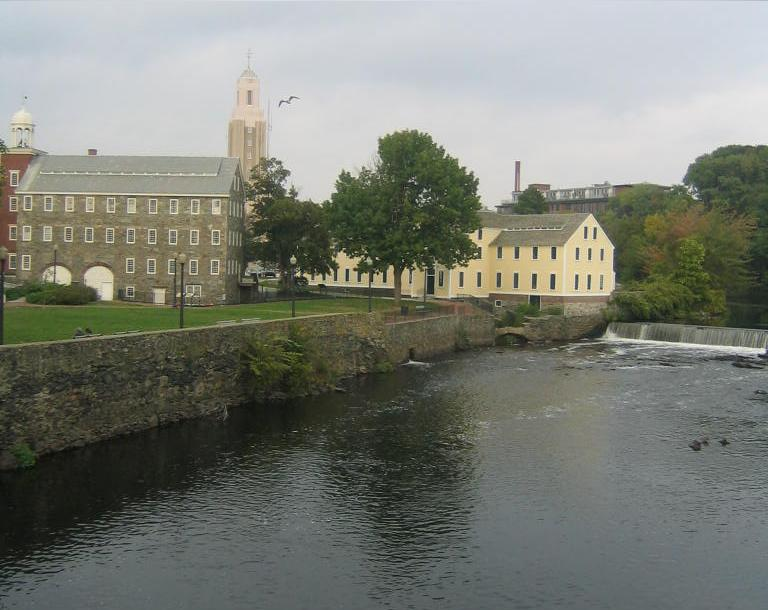
斯莱特纺织厂现已转换为一座博物馆

1789年，一位名叫摩西·布朗的贵格会商人决定于罗德岛州的波塔基特市建立一所纺织工厂，并且雇用了他的女婿威廉·艾尔玛（William Almy）和他的外甥史密斯·布朗（Smith Brown）在工厂操作。艾尔玛-布朗公司（Almy & Brown）的工厂由一所缩绒机厂改造形成，开始着手于制作与出售由纺车、多轴纺织机和细纱机这类先进纺织技术制造出来的纺织品。出于布朗对细纱机的操作困惑，他各处搜寻一位了解细纱机技术并且能够复制一些阿克赖特纺织机的员工。这使他碰遇上了斯莱特。斯莱特按照他记忆中的阿克赖特纺织技术，乐意地将艾尔玛-布朗纺织厂改造成了美国的第一所盈利的水能纺织厂。斯莱特的妻子汉娜（Hannah Slater）在帮助塞缪尔的过程中，发明了全棉线。
1793年，已经成为与艾尔玛、布朗并肩合伙的斯莱特，在老纺织厂的附近建成了又一所纺织厂，命名艾尔玛-布朗-斯莱特公司（Almy, Brown & Slater）。专门投用于大批制造纺织品。这就是今天的斯莱特纺织厂（the Slater Mill），现已改造成为一所美国纺织工业博物馆。
1798年，塞缪尔离开了艾尔玛和布朗，与他的兄弟约翰·斯莱特（John Slater）合资营建了一所纺织厂，名作白纺织厂（the White Mill）。
1835年4月21日，美国马萨诸塞州韦伯斯特，塞缪尔离开了人世，葬于市内的锡安山公墓。逝世时，他的总财产被估算作近130万美元，控制着美国13所大大小小的纺织厂。